# 55-й Берлинский международный кинофестиваль
55-й Берлинский международный кинофестиваль проходил с 10 по 20 февраля 2005 года в Берлине.

## Жюри
- Роланд Эммерих (председатель жюри)
- Ингеборга Дапкунайте
- Бай Лин
- Франка Потенте
- Вутер Барендрехт
- Нино Черрути
- Андрей Курков

## Конкурсная программа
- Кармен из Каеличе, режиссёр Марк Дорнфорд-Мэй
- Дурная привычка, режиссёр Майк Миллс
- Безумие, режиссёр Дэвид Маккензи
- Водная жизнь, режиссёр Уэс Андерсон
- Прогуливающийся по Марсову полю, режиссёр Робер Гедигян
- Без судьбы, режиссёр Лайош Кольтаи
- Крутая компания, режиссёр Пол Вайц
- Отступник, режиссёр Якоб Тюсен
- Человек человеку, режиссёр Режис Варнье
- Повернуть время вспять, режиссёр Андре Тешине
- Однажды в апреле, режиссёр Рауль Пек
- Моё сердце биться перестало, режиссёр Жак Одиар
- Один день в Европе, режиссёр Ханнес Штер
- Синие слова, режиссёр Ален Корно
- Призраки, режиссёр Кристиан Петцольд
- Последние дни Софии Шолль, режиссёр Марк Ротемунд
- Механическая провинция, режиссёр Стефано Мордини
- Солнце, режиссёр Александр Сокуров
- Скрытый клинок, режиссёр Ёдзи Ямада
- Павлин, режиссёр Гу Чанвэй
- Рай сегодня, режиссёр Хани Абу-Ассад
- Капризное облако, режиссёр Цай Минлян

### Вне конкурса
- Отель «Руанда», фильм Терри Джордж
- Билет на поезд, фильм Аббас Кияростами, Кен Лоуч и Эрманно Ольми
- Правила съёма: Метод Хитча, фильм Энди Теннант
- Доктор Кинси, фильм Билл Кондон

## Награды
- Золотой медведь:
  - Кармен из Каеличе, режиссёр Марк Дорнфорд-Мэй
- Золотой медведь за лучший короткометражный фильм:
  - Молоко
- Серебряный медведь:
- Серебряный медведь за лучшую музыку к фильму:
  - Моё сердце биться перестало
- Серебряный медведь за лучшую мужскую роль:
  - Лу Тэйлор Пуччи — Дурная привычка
- Серебряный медведь за лучшую женскую роль:
  - Юлия Йенч — Последние дни Софии Шолль
- Серебряный медведь за лучшую режиссёрскую работу:
  - Марк Ротемунд — Последние дни Софии Шолль
- Серебряный медведь за лучший короткометражный фильм:
  - Вмешательство
  - Джем Сешн
- Серебряный медведь - Гран-при жюри:
  - Павлин
- Серебряный медведь за выдающиеся художественные достижения:
  - Цай Минлян — Капризное облако
- Серебряный медведь - почётное упоминание:
- Серебряный медведь - почётное упоминание - лучший короткометражный фильм:
  - Дон Кихот в Иерусалиме
- Почётный приз Berlinale Camera Award:
  - Дэниэл Дэй-Льюис
  - Катрин Засс
  - Хелен Шварц
- Приз зрительских симпатий (программа «Панорама»):
  - Иди и живи
- Приз зрительских симпатий за лучший короткометражный фильм (программа «Панорама»):
  - Привет, Майя
- Хрустальный медведь:
- Хрустальный медведь - лучший короткометражный фильм:
  - The Djarn Djarns
- Хрустальный медведь - лучший художественный фильм:
  - Синяя птица
- Хрустальный медведь - лучший художественный фильм конкурса для юношества Поколение 14+:
  - Невинные голоса
- Хрустальный медведь - особое упоминание:
- Хрустальный медведь - особое упоминание - лучший короткометражный фильм:
  - Играет ли Бог в футбол?
  - Ветер
- Хрустальный медведь - особое упоминание - лучший художественный фильм:
  - Цвет молока
  - Итальянец
- Хрустальный медведь - особое упоминание - лучший художественный фильм конкурса для юношества Поколение 14+:
  - И черепахи умеют летать
- Гран-при немецкого фонда помощи детям:
- Гран-при немецкого фонда помощи детям за лучший художественный фильм:
  - Итальянец
- Приз немецкого фонда помощи детям - особый приз:
- Приз немецкого фонда помощи детям - особый приз за лучший короткометражный фильм:
  - Маленькая летающая свинка
- Приз немецкого фонда помощи детям - особое упоминание:
- Приз немецкого фонда помощи детям - особое упоминание - лучший короткометражный фильм:
  - Маленькие вещи
  - Женщина-скелет
- Приз немецкого фонда помощи детям - особое упоминание - лучший художественный фильм:
  - Цвет молока
- Приз Teddy (кино, посвящённое теме сексуальных меньшинств):
- Приз Teddy за лучший короткометражный фильм:
  - Вмешательство
- Приз Teddy за лучший документальный фильм:
  - Кошачий маскарад
- Приз Teddy за лучший художественный фильм:
  - Год без любви
- Приз международной ассоциации кинокритиков (ФИПРЕССИ):
- Приз ФИПРЕССИ (конкурсная программа):
  - Капризное облако
- Приз ФИПРЕССИ (программа «Форум»):
  - Шкура быка
- Приз ФИПРЕССИ (программа «Панорама»):
  - Резня
- Приз экуменического (христианского) жюри:
- Приз экуменического (христианского) жюри (конкурсная программа):
  - Последние дни Софии Шолль
- Приз экуменического (христианского) жюри (программа «Форум»):
  - Фронт возражений
- Приз экуменического (христианского) жюри (программа «Панорама»):
  - Иди и живи
- Приз Европейской конфедерации художественного кино:
- Приз Европейской конфедерации художественного кино (программа «Форум»):
  - Одесса, Одесса
- Приз Европейской конфедерации художественного кино (программа «Панорама»):
  - Ультранова
- Приз Европейской конфедерации художественного кино - почётное упоминание:
  - Город как добыча
  - Звёздный расцвет
- Премия Дон Кихота:
  - Иррациональное остаётся
- Премия Дон Кихота - особое упоминание:
  - Горный патруль
- Приз Сети продвижения азиатского кино (NETPAC):
  - Эта прелестная девушка
- Приз Prix UIP Berlin за лучший европейский короткометражный фильм:
  - Привет, Майя
  - Приз Альфреда Бауэра
  - Капризное облако
- Специальный приз фестиваля Blue Angel за лучший европейский фильм:
  - Рай сегодня
- Приз ассоциации европейских кинотеатров:
  - Иди и живи
  - Рачки и ракушки
- Приз Caligari за инновации в Программе молодого кино:
  - Шкура быка
- Приз DIALOGUE en Perspective:
  - Нетто
- Приз DIALOGUE en Perspective - особое упоминание:
  - Танцы с самим собой
- Приз молодому кинематографисту по итогам Berlinale Talent Campus:
  - Водопад
- Приз за лучший короткометражный фильм о Берлине:
  - Подходящая любовь
  - Премия Манфреда Зальгебера
  - Плохие игроки
- Приз за лучший короткометражный фильм (программа «Панорама»):
  - Зелёный плющ
- Специальный приз жюри за лучший короткометражный фильм (программа «Панорама»):
  - Дети Бога войны
- Приз за лучший короткометражный фильм - особое упоминание (программа «Панорама»):
  - Бикини
  - Сара Джинни
- Стипендия от Нью-Йоркской киноакадемии:
  - Угол зрения
- Приз Peace Film Award:
  - И черепахи умеют летать
- Приз международного комитета по амнистиям:
  - Рай сегодня
- Приз имени Вольфганга Штаудте:
  - До потопа
- Приз гильдии немецкого арт-хауса:
  - Безумие
- Приз Femina-Film Prize:
  - Вилленброк
- Приз газеты Berliner Morgenpost:
  - Рай сегодня
- Приз газеты Berliner Zeitung:
  - Шин-Сунг потерян
- Приз газеты Siegessäule:
  - Трансамерика